# (464473) 2016 BY48
(464473) 2016 BY48 es un asteroide perteneciente al cinturón de asteroides, descubierto el 25 de septiembre de 2005 por el equipo Spacewatch desde el Observatorio Nacional de Kitt Peak (Arizona, Estados Unidos).